# シルヴァーチェアー
シルヴァーチェアー（SILVERCHAIR）は、オーストラリア・ニューキャッスル出身のオルタナティヴ・ロックバンド。
1994年に結成された。メンバー3人全員が1979年生まれ。
1994年、地元TV局のアマチュアオーディションで優勝、その際製作したシングル｢Tomorrow｣が全豪で大反響を呼ぶ。契約したMurmurからの1stアルバム「Frogstomp」が全豪１位を獲得、15歳にしてオーストラリアを代表するロックバンドとなる。90年代前半のグランジブームを引きずり、グランジフォロアーバンドが何組もチャートを賑わす中、その中の一組として全米でも｢Tomorrow｣とともにアルバムは大ヒット。バンドは世界的な成功を収めた。デビューから2ndアルバムまではニルヴァーナやパール・ジャムなどの影響を受けたグランジ的な音楽性だった。だが、3rdアルバムのネオンボールルームで彼らの音楽性は激変。大胆なストリングスやデヴィットヘルフゴット演奏のピアノを取り入れ,目まぐるしく曲調が変わるオペラのような曲展開など、よりダイナミックな音楽性へと変化を遂げた。4th以降はそれまでのヘヴィさは保ちつつも、明るくメロディアスな曲が目立つように。この変化をU2のボノは｢ブラック・サバスとビーチ・ボーイズの完璧な融合｣と評し絶賛した。最新アルバムではヘヴィな曲はほぼ消え、ポップさがより増した。
2011年5月25日無期限活動休止を発表。

## メンバー
- ダニエル・ジョーンズ （Daniel Johns, 1979年4月22日 - ）- メインヴォーカル、ギター

ほとんどの楽曲の作詞・作曲を担当。ナタリー・インブルーリアと2003年に結婚、2008年1月に離婚。
- クリス・ジョアンヌ （Chris Joannou, 1979年11月10日 - ） - ベース
- ベン・ジャイルズ （Ben Gillies, 1979年10月24日 - ） - ドラム

## ディスコグラフィー

### オリジナルアルバム
- フロッグストンプ（1995年）
  - 豪1位、米9位
- フリーク・ショウ（1997年）
  - 豪1位、米12位
- ネオン・ボールルーム（1999年）
  - 豪1位、米50位
- ジオラマ（2002年）
  - 豪1位、米91位
- ヤング・モダン※日本版未発売（2007年）
  - 豪1位、米70位

### 企画アルバム
- ザ・ベスト・オブ・シルヴァーチェア（2001年）